# Wells (Maine)
Wells település az Amerikai Egyesült Államok Maine államában, York megyében. Lakosainak száma 11 314 fő (2020. április 1.).

## Közlekedés
A települést érinti az Amtrak egyik távolsági vasúti járata is, a Downeaster.

## Népesség
A település népességének változása:

| 2010 | 9 589  |
| 2020 | 11 314 |